# GERARD
GERARD(ジェラルド)는 80년대 중반에 활동을 시작한 일본의 프로그레시브 록 밴드로, 노벨라 건반주자였던 에가와 토시오가 결성했다.

## 개요
에가와 토시오와 함께 밴드를 결성한 사람은 후지무라 유키히로(후에 차차마루라는 이름으로 활동)였다. 노벨라와 병행했지만 곧 나가카와가 노벨라를 탈퇴하게 되었다. 후에 JUDY AND MARY로 활동하는 五十嵐公太가 참여한 적도 있다.
에가와는 어스쉐이커라는 밴드를 잠시 하다가 94년 제랄드를 재결성했고 캐나다인 보컬 로빈 스시가 잠시 참여하기도 한다.
02년 뉴저지주에서 열린 니어페스트에 출연했다.
07년부터는 佐々井康雄가 보컬을 맡고있다. 재결성된 알카트라즈/조 린 터너의 일본 공연에서 조 린 터너의 백밴드를 도와주기도 했다.

## 음반목록
- GERARD （1984年）
- 虚実の城 （1985年）
  - 夢の中の夢 （1985年） - ミニアルバム
- IRONY OF FATE （1991年）
- The Pendulum （1997年）
  - Evidence of True Love （1997年） - ミニアルバム
- Pandora's Box （1997年）
- Meridian （1998年）
  - Live in Marseille - Battle Triangle - （1998年） - ライヴ・アルバム（1998年6月、フランスマルセイユLIVE）
- The Ruins of A Glass-Fortress （2000年）
- Keyboard Triangle Ⅱ （2002年） - カバーアルバム
- Sighs Of The Water　（2002年）
- Power Of Infinity　（2004年）
- Ring of Eternity （2010年）
- Visionary Dream （2011年）

## 관련 상품
- 닌겐이스